# Mesolamia
Mesolamia is een kevergeslacht uit de familie van de boktorren (Cerambycidae). De wetenschappelijke naam van het geslacht werd voor het eerst geldig gepubliceerd in 1882 door Sharp.

## Soorten
Mesolamia omvat de volgende soorten:
- Mesolamia aerata Broun, 1893
- Mesolamia marmorata Sharp, 1882